# Jordan Renzo
Jordan Renzo (Londres, Inglaterra, 11 de febrero de 1993) es un actor británico, conocido por sus papeles de Matteusz Andrzejewski en la serie de BBC, Class (2016) y Charlie Brandon en el drama histórico de Starz The Spanish Princess (2019-2020).

## Primeros años
Nació en Londres y a los 5 años se mudó con su familia a California, Estados Unidos. Vivió ahí hasta los 17 años para después regresar a Inglaterra y estudiar actuación. Renzo asistió a la Guildhall School of Music and Drama. En febrero de 2014, durante su último año, Renzo interpretó el papel titular de Henry V. Renzo también canta (tenor) y ha practicado el combate escénico.

## Carrera
En 2015, Renzo protagonizó el cortometraje dramático Ella. Al año siguiente, debutó en el largometraje en la película sobre la Segunda Guerra Mundial Chosen y su debut televisivo como Matteusz Andrzejewski en el spin-off de BBC Three Doctor Who Class. Renzo dijo que interpretar a un personaje gay se hizo "bastante fácil" con la ayuda de su coprotagonista Greg Austin, y que su relación no era diferente a las demás relaciones de la serie. A pesar de no aparecer en los créditos iniciales de la serie, el personaje de Renzo fue anunciado como serie regular por la BBC en múltiples ocasiones. En 2018, Renzo retomó su papel de Matteusz en seis obras de audio de Big Finish.
En 2018 se anunció que Renzo protagonizaría a Charlie Brandon en la miniserie dramática histórica de Starz The Spanish Princess, que se estrenó en 2019 seguida de una segunda parte en 2020. También en 2019, Renzo protagonizó como invitado un episodio de la serie de fantasía de Netflix The Witcher. Al año siguiente, apareció en una entrega de la antología de Apple TV+ Little America y en la película de terror irlandesa Boys from County Hell.

## Filmografía

### Cine
| Año  | Título                | Rol       | Notas |
| ---- | --------------------- | --------- | ----- |
| 2015 | Ella                  | Chuck     | Corto |
| 2016 | Troubled              | Johnny    | Corto |
| 2016 | Chosen                | Robi      |       |
| 2019 | Boys from County Hell | Christian |       |

### Televisión
| Año       | Título                  | Rol                   | Notas                          |
| --------- | ----------------------- | --------------------- | ------------------------------ |
| 2016      | Class                   | Matteusz Andrzejewski | Papel recurrente (7 capítulos) |
| 2019–2020 | The Spanish Princess    | Charlie Brandon       | Miniserie                      |
| 2019      | The Witcher             | Sir Eyck de Denesle   | Capítulo 6: "Raras especies"   |
| 2020      | Little America          | Christopher           | Capítulo 8: "El hijo"          |
| 2022      | A Royal Corgi Christmas | Príncipe Edmond       | Película para televisión       |

### Voz
| Año       | Título | Rol                   | Notas       |
| --------- | ------ | --------------------- | ----------- |
| 2018-2020 | Class  | Matteusz Andrzejewski | 8 capítulos |